# Pixie-bob
Le pixie-bob ou pixiebob est une race de chat originaire du grand nord-ouest des États-Unis. Ce chat est caractérisé par sa ressemblance physique avec le Lynx roux (Lynx rufus ou coastal red bobcat en anglais).

## Origines
L'origine du pixie-bob n'est pas claire. Une légende veut que des lynx roux mâles se soient accouplés avec des chattes vivant dans les fermes isolées et qu'il en serait né des chatons au physique du père mais avec le caractère du chat domestique.
Quoi qu'il en soit, en 1985, Carol Ann Brewer, déjà éleveuse dans l'État de Washington, lança le programme d'élevage des pixie-bob. Elle acquit un chat nommé Sacha supposé descendre du légendaire croisement (il était entre autres polydactyle) et le maria avec une femelle supposée descendre, elle aussi, de ces fameux croisements. Il naquit alors une femelle ressemblant au lynx roux qui servit de base au travail des éleveurs. On la nomma Pixie et on garda son nom, associé à celui de ses supposés ancêtres sauvages, les bobcats, pour nommer la race. Des tests sanguins ont été effectués pour savoir si l'on pouvait détecter des traces génétiques d'hybridation mais ils se sont tous avérés négatifs.
Il fallut attendre 1994 pour que la TICA reconnaisse la race comme « nouvelle race ». Elle ne put concourir en championnat qu'à partir de 1998. En France, la race est reconnue par le LOOF (Livre Officiel des Origines Félines) depuis juin 2002.

## Standard
Le pixie-bob ressemble à un lynx nord-américain : le lynx roux. Son corps est puissant et musclé, long, avec des épaules proéminentes. Lorsqu'il est en mouvement, sa démarche est la même que celle de ses ancêtres sauvages, chaloupée. Il est souhaitable qu'il ait une poche ventrale (la poche primordiale). Les pattes sont longues, à l'ossature épaisse, et bien musclées. Au bout, les pieds sont presque ronds, grands et larges, similaires à ceux des chats sauvages. Certains sujets présentent de la polydactylie. Depuis 2002, cette caractéristique est reconnue par le LOOF et la TICA dans la limite de sept doigts par patte.
La queue doit être courte, d'une longueur minimale d'environ cinq centimètres et ne dépassant pas le jarret de l'animal (standard LOOF) ou au maximum deux centimètres de plus (standard TICA). C'est la longueur de l'os caudal qui fait référence. Des irrégularités osseuses sont acceptées. 

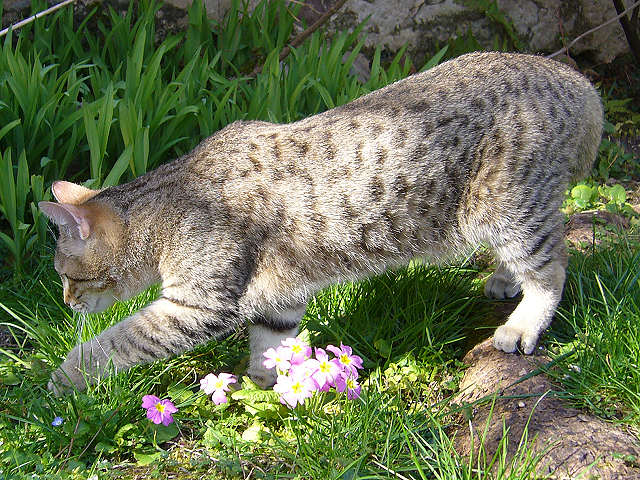
La robe spotted tabby du pixie-bob

Sa tête est caractéristique : de la forme d'une grosse poire inversée. De profil, le front est bombé avec un gros nez légèrement busqué. Le museau est charnu, large et fort. C'est un point important de l'apparence du pixie-bob et une attention particulière y est donnée en championnat. Les yeux ont une forme particulière de triangle-rectangle adouci. Ils sont bien espacés l'un de l'autre et parfois alourdis par la paupière. Le maquillage entourant l'œil est composé d'une ligne claire faisant tout le tour de l'œil et d'un trait noir aux coins, étirant un peu le regard. Les couleurs autorisées vont du doré au noisette en passant par le vert.
Les oreilles sont de taille moyenne et légèrement inclinées vers l'extérieur de la tête. Des plumets sont recherchés sur le bout des oreilles, dont la forme est arrondie.
La fourrure peut être courte ou mi-longue. Dans le cas d'un poil court, il est doux et laineux. Un sous-poil gris souris est indispensable. Pour les sujets à poils mi-longs, la longueur du poil ne doit pas dépasser les 5 cm. Dans les deux cas, on observe des variations suivant les saisons.
En exposition, la seule couleur autorisée est le brown spotted tabby.

## Génétique

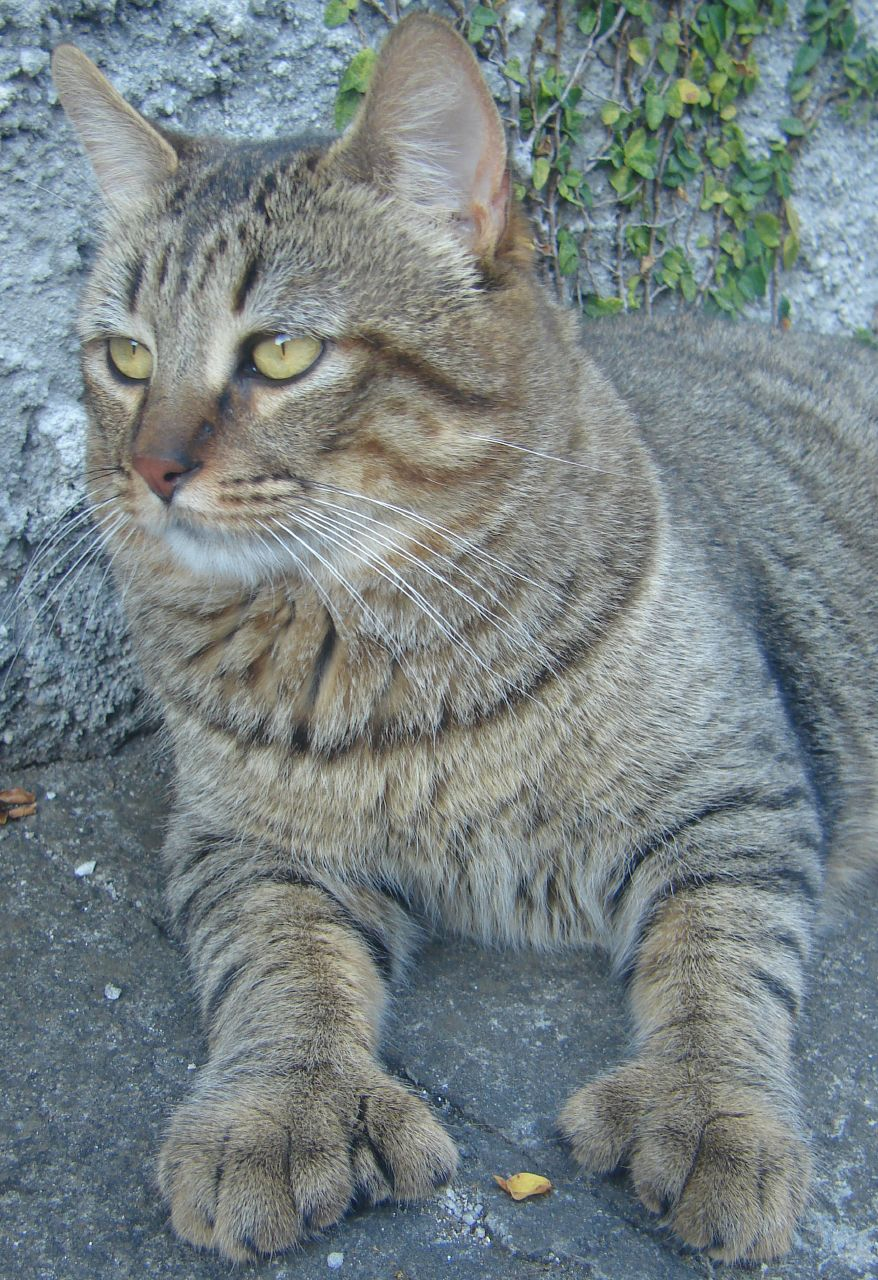
pixie-bob polydactyle

Il est recommandé de ne pas croiser ensemble deux pixie-bobs polydactyles pour éviter des malformations excessives au niveau des pieds.

## Caractère
En dépit de son allure sauvage, le pixie-bob serait réputé pour avoir un caractère très équilibré. Un chien déguisé en chat, disent les Canadiens. Il aimerait suivre son maître et s'accommoderait de la présence d'enfants.

## Photos

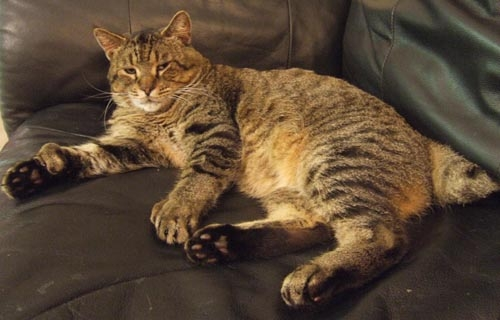
mâle pixie-bob de six ans
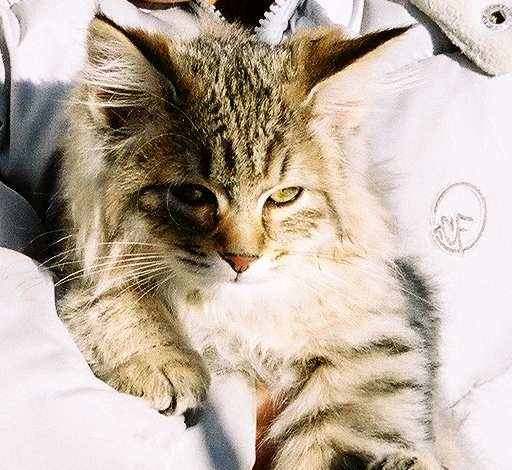
chaton pixie-bob
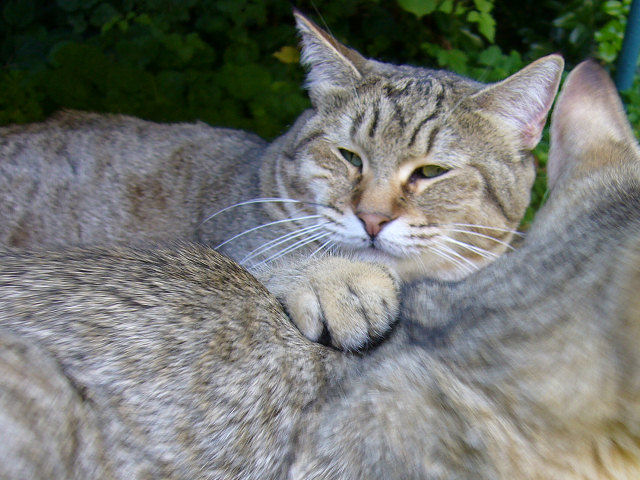
femelle pixie-bob de quatre ans
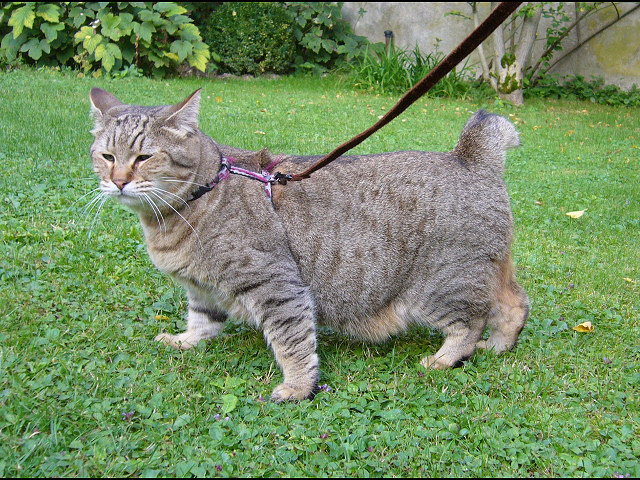
le comportement proche de celui du chien chez le pixie-bob permet à ses maitres de le promener en laisse.
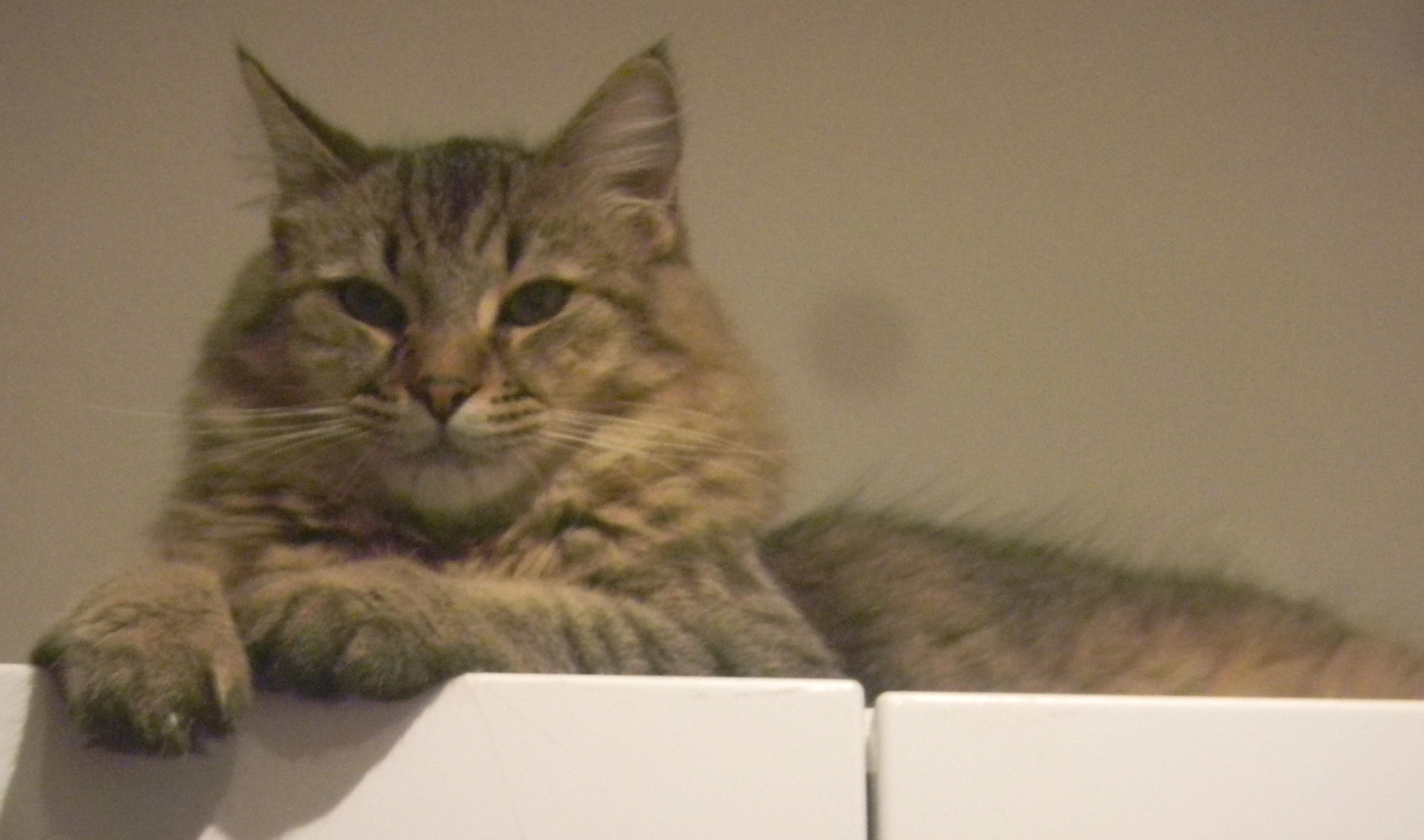
Jeune pixie-bob au pelage mi-long.